# زیردریایی سفیر (اس۶۰۲)
زیردریایی سفیر (اس۶۰۲) (به فرانسوی: Saphir (S602)) (به انگلیسی: French submarine Saphir (S602)) یک زیردریایی بود که طول آن ۷۳٫۶ متر (۲۴۱ فوت) بود. این زیردریایی  در سال ۱۹۸۱ ساخته شد.